# Police du ton

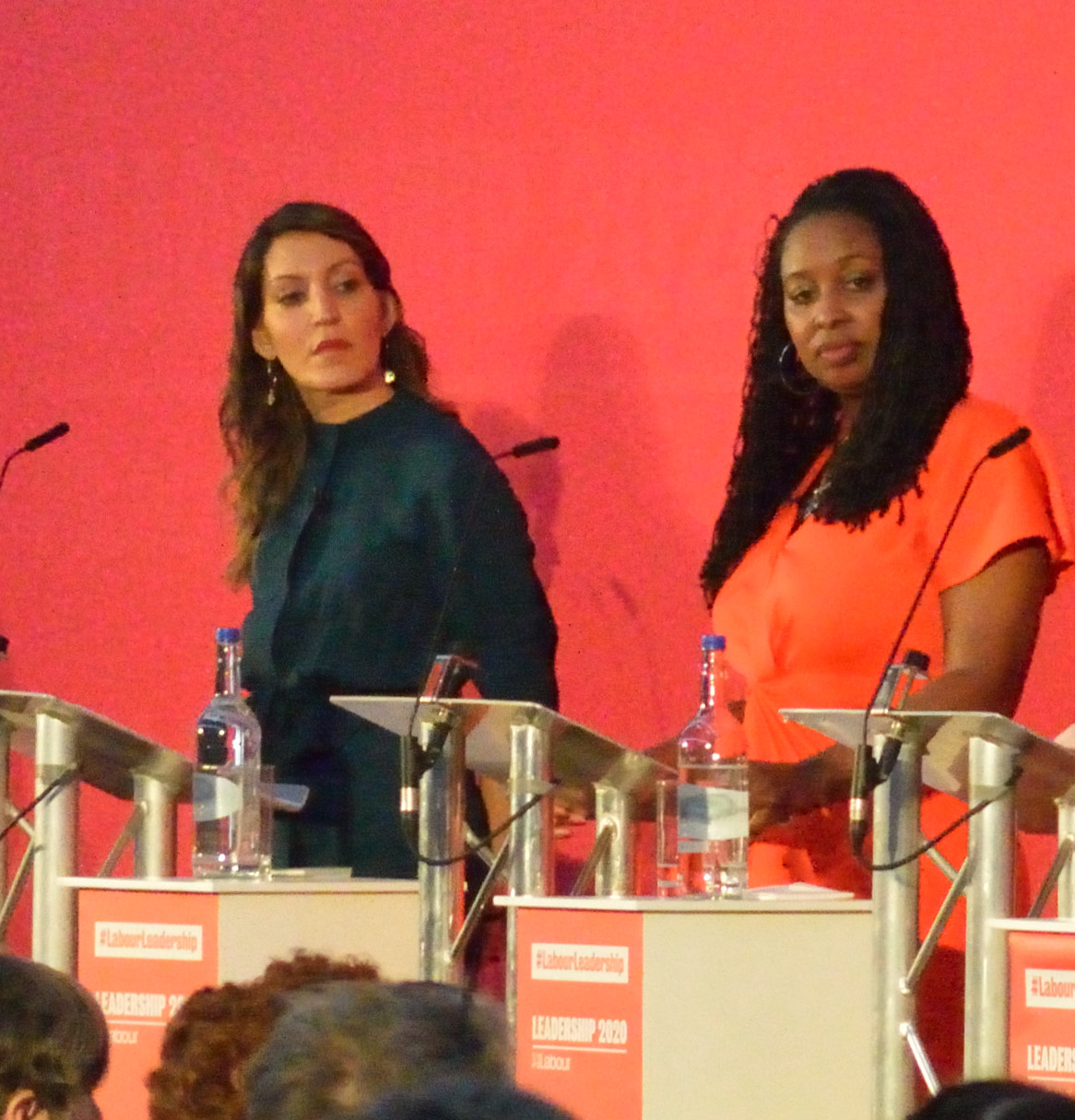
Selon Sian Norris pour Byline Times, Dawn Butler puis Rosena Allin-Khan ont été victimes de police du ton au sein de la Chambre des communes du Royaume-Uni en juillet 2021.

La police du ton est une attitude et un type d'argument ad personam dénonçant la manière de s'exprimer d'une personne plutôt que le contenu factuel ou logique de ses propos, afin de la discréditer. Souvent utilisé face à un interlocuteur en colère, le tone policing détourne la discussion pour critiquer la façon de s'exprimer de la personne plutôt que d'aborder ce qui la met en colère. Il s'agit d'un raisonnement fallacieux, car on peut être en colère tout en restant rationnel.
Le concept du tone policing s'est répandue dans les cercles d'activistes aux États-Unis vers le milieu des années 2010. Il a été largement diffusé dans une bande dessinée de 2015 publiée sur le site Everyday Feminism. Les activistes soutiennent que le tone policing est régulièrement utilisé contre les féministes et les soutiens de l'antiracisme,,,.
Selon ce point de vue féministe, demander de supprimer les affects de colère a pour effet de favoriser un mode de communication spécifique souvent associé à des traits tels que la masculinité, un haut niveau d'études et un style d'expression détaché et imaginé comme rationnel. Dans cette vision des choses, exiger d'une personne qu'elle adopte un style de communication particulier peut involontairement renforcer les inégalités sociales existantes, y compris celles enracinées dans l'histoire coloniale, les structures suprémacistes blanches, le cis-hétéro-patriarcat, et les systèmes capitalistes.
Le tone policing peut marginaliser les individus qui présentent naturellement certaines caractéristiques langagières, notamment l'utilisation fréquente d'explétifs tels que « genre » et « euh », ou qui utilisent un timbre vocal particulier tel que celui de la voix de poitrine. En particulier, dans le domaine de la justice sociale, les chercheurs et experts soulignent souvent l'importance des émotions, telles que la colère, car elles sont fréquemment associées aux expériences personnelles d'injustice et peuvent jouer un rôle moteur pour celles et ceux qui s'engagent dans des efforts pour le changement social. La recherche en psychologie a exploré les effets potentiels du tone policing, montrant que les individus constamment soumis à de telles critiques peuvent éprouver de la frustration, se sentir réduits au silence et avoir des doutes sur eux-mêmes. Ce coût psychologique peut décourager significativement les individus de participer activement aux conversations concernant les questions de justice sociale.
La prolifération des plateformes de réseaux sociaux a contribué à la prévalence du tone policing dans les discussions en ligne, en particulier dans des contextes caractérisés par la brièveté des propos et par l'anonymat. Dans ces environnements en ligne, l'accent est davantage mis sur le ton que sur les arguments substantiels. De plus, les établissements éducatifs peuvent être des espaces où le tone policing se manifeste, en particulier envers des étudiants et étudiantes faisant part de préoccupations concernant les inégalités systémiques.